# Хедив
Хеди́в (араб. خديوي, осман. خدیو, Hıdiv; від перс. خدیو khadīv, «господар») — титул правителів Єгиптського еялету й Єгипетського хедивату у 1805—1914 роках. Також — хедива, хедиф. Країна, що керується хедивом називається хедиват (англ. Khedivate).

## Опис
Першим хедивом почав називати себе Мухамед Алі, але османські султани цей титул не визнавали і продовжували називати Мухамеда Алі і його нащадків «пашами» або ж «валі». Офіційне визнання відбулося лише у 1867 році, за султана Абдул-Азіза і Ісмаїла-паші. Хедивами Порта визнавала також наступників Ісмала-паші: Тауфіка і Аббаса II.
Після того, як у 1914 році Єгипет офіційно вийшов з-під влади султана і перетворився на британський протекторат, єгипетські володарі відмовилися від титулу «хедив» і називали себе «султанами», а з 1922 року — «королями» (араб. ملك مصر — «Малік Міср»).